# André Leão
André Filipe Ribeiro Leão, noto come André Leão (Freamunde, 20 maggio 1985), è un calciatore portoghese, centrocampista del Freamunde.

## Palmarès

### Club

#### Competizioni nazionali
- Campionato rumeno: 2

CFR Cluj: 2007-2008, 2009-2010
- Coppa di Romania: 3

CFR Cluj: 2007-2008, 2008-2009, 2009-2010
- Supercoppa di Romania: 1

CFR Cluj: 2009